# 敏感木蓝
敏感木蓝（学名：Indigofera sensitiva）为豆科木蓝属下的一个种。

## 扩展阅读
- 維基物種上的相關：敏感木蓝